# اریکسون کور
اریکسون کور (انگلیسی: Ericson Core؛) کارگردان فیلم، فیلم‌بردار اهل ایالات متحده آمریکا است. وی از سال ۱۹۹۵ میلادی تاکنون مشغول فعالیت بوده‌است.

## فیلم‌شناسی
| سال  | نام                        | کارگردان | فیلم‌برداری | توضیحات                 |
| ---- | -------------------------- | -------- | ---------- | ----------------------- |
| ۱۹۹۶ | Exit in Red                | نه       | آری        |                         |
| ۱۹۹۷ | یک هشت هفت                 | نه       | آری        |                         |
| ۱۹۹۹ | تقاص                       | نه       | آری        |                         |
| ۱۹۹۹ | مامفورد                    | نه       | آری        |                         |
| ۲۰۰۰ | Dancing at the Blue Iguana | نه       | آری        |                         |
| ۲۰۰۱ | سریع و خشمگین              | نه       | آری        |                         |
| ۲۰۰۱ | هیچی نگو                   | نه       | نه         | Additional photographer |
| ۲۰۰۳ | بی‌باک                      | نه       | آری        |                         |
| ۲۰۰۶ | شکست‌ناپذیر                 | آری      | آری        | Directorial debut       |
| ۲۰۱۵ | نقطه فروپاشی               | آری      | آری        |                         |
| ۲۰۱۹ | توگو                       | آری      | آری        |                         |